# Tindallia
Tindallia è un genere di batterio appartenente alla famiglia delle Clostridiaceae.